# Soyol-Erdene Gal-Erdene
Soyol-Erdene Gal-Erdene (16 marzo 1996) è un calciatore mongolo, attaccante dell'Erchim.

## Carriera

### Club
Nel 2013 firma un contratto con l'Erchim.

### Nazionale
Debutta in Nazionale il 21 luglio 2014, in Mongolia-Isole Marianne Settentrionali.

## Statistiche

### Cronologia presenze e reti in nazionale
| Cronologia completa delle presenze e delle reti in nazionale ― Mongolia | Cronologia completa delle presenze e delle reti in nazionale ― Mongolia | Cronologia completa delle presenze e delle reti in nazionale ― Mongolia | Cronologia completa delle presenze e delle reti in nazionale ― Mongolia | Cronologia completa delle presenze e delle reti in nazionale ― Mongolia | Cronologia completa delle presenze e delle reti in nazionale ― Mongolia | Cronologia completa delle presenze e delle reti in nazionale ― Mongolia | Cronologia completa delle presenze e delle reti in nazionale ― Mongolia |
| Data                                                                    | Città                                                                   | In casa                                                                 | Risultato                                                               | Ospiti                                                                  | Competizione                                                            | Reti                                                                    | Note                                                                    |
| ----------------------------------------------------------------------- | ----------------------------------------------------------------------- | ----------------------------------------------------------------------- | ----------------------------------------------------------------------- | ----------------------------------------------------------------------- | ----------------------------------------------------------------------- | ----------------------------------------------------------------------- | ----------------------------------------------------------------------- |
| 25-03-2021                                                              | Dušanbe                                                                 | Tagikistan                                                              | 3 – 0                                                                   | Mongolia                                                                | Qual. Mondiali 2022                                                     | -                                                                       | cap. 53’                                                                |
| 30-03-2021                                                              | Chiba                                                                   | Mongolia                                                                | 0 – 14                                                                  | Giappone                                                                | Qual. Mondiali 2022                                                     | -                                                                       | 46’                                                                     |
| Totale                                                                  |                                                                         | Presenze                                                                | 2                                                                       |                                                                         | Reti                                                                    | 0                                                                       |                                                                         |

## Palmarès

### Club

#### Competizioni nazionali
- Niislel League: 3

Erchim: 2013, 2015, 2016